# Augustów (powiat kozienicki)
Augustów – wieś sołecka w Polsce, położona w województwie mazowieckim, w powiecie kozienickim, w gminie Grabów nad Pilicą.
| SIMC    | Nazwa        | Rodzaj    |
| ------- | ------------ | --------- |
| 0621469 | Nowy Stachów | część wsi |
| 0621475 | Rogatki      | część wsi |
| 0621481 | Stanisławów  | część wsi |

W latach 1975–1998 miejscowość należała administracyjnie do województwa radomskiego.
W 2005 roku poszczególnym ulicom tej wsi nadano nazwy.Uchwała rady Gminy Grabów/P nr XXVII z dnia 30.IX.2005 r
W 1761 roku jest pierwsza wzmianka o miasteczku Augustów zawarta w metryce urodzenia Józefa Michałowskiego sporządzona przez księdza stromieckiego Żabickiego
W 1961 roku założony został Ludowy Zespół Sportowy Tęcza. Od 2003 roku w Augustowie działa klub piłki nożnej UKS Tęcza Augustów, który gra w B klasie.
17 kwietnia 1944 hitlerowcy w ramach akcji pacyfikacyjnej na terenie powiatu kozienickiego aresztowali trzech mieszkańców wsi, których następnie rozstrzelali w zbiorowej egzekucji w Zwoleniu. 
Wierni Kościoła rzymskokatolickiego należą do parafii Matki Bożej Częstochowskiej w Bożem.
W 2018 roku wydana została książka Nova Civitas Augustów  /historia wsi/ Autor Marek Krzaczkowski ISBN 978-83-952280-0-1